# Prix littéraires 2023
Liste des prix littéraires décernés au cours de l'année 2023 :

## Prix internationaux
- Prix Nobel de littérature : Jon Fosse ( Norvège)[1]
- Prix européen de littérature :  Tzvetan Todorov
- Prix du livre européen : Robert Menasse ( Autriche) pour L'Élargissement[2]
- Prix européen de l'essai Charles-Veillon : Arundhati Roy ( Inde) pour l’ensemble de son œuvre
- Prix de littérature de l'Union européenne : Martina Vidaić ( Croatie) pour Stjenice[3]
- Prix Princesse des Asturies de littérature : Haruki Murakami ( Japon)[4]
- Prix Jean-Arp de littérature francophone :
- Prix des cinq continents de la francophonie : Éric Chacour ( Québec) pour Ce que je sais de toi[5]
- Prix SACD de la dramaturgie francophone : Pamela Ghislain ( Belgique) pour Lune
- Grand prix de littérature du Conseil nordique : Joanna Rubin Dranger (Suède) pour Ihågkom oss till liv
- Grand prix littéraire d'Afrique noire : Dibakana Mankessi ( République du Congo) pour Le Psychanalyste de Brazzaville
- Prix international Booker : Guéorgui Gospodínov ( Bulgarie) pour Time Shelter, traduction anglaise de Времеубежище (Le Pays du passé)
- Prix Cervantes : Luis Mateo Díez ( Espagne) pour l'ensemble de son œuvre
- Prix Carbet de la Caraïbe et du Tout-Monde : Carlos Manuel Álvarez ( Cuba) pour Tomber
- Prix Orange du Livre en Afrique : Michèle Rakotoson ( Madagascar) pour  Ambatomanga, Le silence et la douleur
- Prix commémoratif Astrid-Lindgren : Laurie Halse Anderson ( États-Unis)[6]
- Prix de la paix des libraires allemands : Salman Rushdie ( Inde)
- Prix de l'État autrichien pour la littérature européenne : Marie NDiaye ( France)

## Afrique du Sud
- Prix Ingrid-Jonker : Dominique Botha pour Donkerberg[7]

## Allemagne
- prix Heinrich-Böll : Kathrin Röggla[8]
- Prix Georg-Büchner : Lutz Seiler[9]
- Prix Friedrich Hölderlin (Bad Homburg) : Leif Randt[10]
- Prix Anna-Seghers : Bonn Park et Makenzy Orcel[11]
- Prix du livre allemand : Tonio Schachinger pour Echtzeitalter[12]
- Prix frère et sœur Scholl : David Van Reybrouck pour Revolusi[13]
- Prix Goethe de la ville de Francfort : Barbara Honigmann[14]

## Autriche
- Prix du livre autrichien : Clemens J. Setz pour Monde vor der Landung[15]
- Prix Ingeborg-Bachmann : Valeria Gordeev pour Er putzt[16]

## Belgique
- Prix Marcel-Thiry : Louis Adran pour La Nuit de Neauphle où naître[17]
- Prix Victor-Rossel : Antoine Wauters pour Le Plus Court Chemin[18]
- Prix Filigranes :
- Prix d'honneur Filigranes :

## Brésil
- Prix Jabuti[19]: 
  - Prix du roman : Ruy Castro pour Os Perigos do Imperador : Um Romance do Segundo Reinado
  - Prix de poésie : Fabrício Corsaletti pour Engenheiro fantasma
  - Prix de littérature jeunesse : Suzane Lopes et Lilia Schwarcz pour  Óculos de cor: ver e não enxergar

## Canada
- Prix Athanase-David : Robert Lalonde
- Prix littéraires du Gouverneur général : 
  - Catégorie « Romans et nouvelles de langue française » : Marie Hélène Poitras, Galumpf
  - Catégorie « Études et essais de langue française » : Philippe Bernier Arcand, Faux rebelles : Les dérives du politiquement incorrect
  - Catégorie « Poésie de langue française » : Rita Mestokosho, Atikᵁ utei. Le cœur du caribou
  - Catégorie « Théâtre de langue française » :  Mathieu Gosselin, Gros gars
- Prix littéraire des collégiens : Francis Ouellette pour Mélasse de fantaisie[20]
- Prix littéraire France-Québec : Alain Beaulieu pour Le refuge[21]
- Prix littéraire Québec-France Marie-Claire-Blais : Caroline Hinault pour Solak[22]
- Prix Robert-Cliche : Line Richard pour La rumeur du Ressac[23]
- Grand prix du livre de Montréal : Andréane Frenette-Vallières, pour Tu choisiras les montagnes[24]
- Grand prix du Salon du livre de Toronto : Hélène Koscielniak pour Mégane et Mathis[25]
- Prix Spirale Eva-le-Grand : Andréane Frenette-Vallières, pour Tu choisiras les montagnes[26]
- Prix Giller: Sarah Bernstein pour Study for Obedience (Étude pour l'obéissance)

## Chili
- Prix national de littérature : Freddy Bretón Martínez[27]

## Corée du Sud
- Prix Gongcho :
- Prix Jeong Ji-yong :
- Prix de littérature contemporaine (Hyundae Munhak) :
  - Catégorie « Poésie » :
  - Catégorie « Roman » :
  - Catégorie « Critique » :
- Prix Manhae :
- Prix Park Kyung-ni :
- Prix Yi Sang :

## Côte d'Ivoire
- Prix Ivoire : Jennifer Richard pour Notre Royaume n’est pas de ce monde[28]

## Danemark
- Prix Hans Christian Andersen : no décerné

## Espagne
- Prix Cervantes : Luis Mateo Díez[29]
- Prix Nadal :  Manuel Vilas, pour Nosotros[30]
- Prix Planeta : Sonsoles Ónega (es) pour Las hijas de la criada[31]
- Prix national des lettres espagnoles : Cristina Fernández Cubas
- Prix national de littérature narrative : Pilar Adón (es) pour De bestias y aves
- Prix national de poésie :
- Prix national de la jeune poésie :
- Prix national de l'essai : Antonio Monegal (es), pour Como el aire que respiramos: el sentido de la cultura.
- Prix national de littérature dramatique : Paula Carballeira (es), pour As alumnas[32]
- Prix national de littérature d'enfance et de jeunesse : Patxi Zubizarreta, pour Zerria[33]
- Prix Adonáis de poésie : María Paz Otero pour Los atormentados[34]
- Prix Anagrama : Nadal Suau pour Curar la piel[35]
- Prix Loewe :
- Prix de la nouvelle courte Casino Mieres :
- Prix d'honneur des lettres catalanes :
- Prix national de littérature de la Generalitat de Catalogne :
- Journée des lettres galiciennes : Francisco Fernández del Riego (gl)[36]
- Prix de la critique Serra d'Or :

## États-Unis
- National Book Awards[37] : 
  - Catégorie « Fiction » : Blackouts par Justin Torres
  - Catégorie  « Littérature jeunesse » : A First Time for Everything par Dan Santat
  - Catégorie « Poésie » : from unincorporated territory [åmot] par Craig Santos Perez
  - Catégorie « Essai / Documents » : The Rediscovery of America: Native Peoples and the Unmaking of U.S. History par Ned Blackhawk
  - Medal of Distinguished Contribution to American Letters :
- Prix Hugo : 
  - Prix Hugo du meilleur roman : Nettle and Bone : Comment tuer un prince (Nettle & Bone) par T. Kingfisher
  - Prix Hugo du meilleur roman court : Where the Drowned Girls Go par Seanan McGuire
  - Prix Hugo de la meilleure nouvelle longue : The Space-Time Painter par Hai Ya
  - Prix Hugo de la meilleure nouvelle courte : Rabbit Test par Samantha Mills
  - Prix Hugo de la meilleure série littéraire : Dans la toile du temps (Children of Time Series) par Adrian Tchaikovsky
- Prix Locus :
  - Prix Locus du meilleur roman de science-fiction : La Société protectrice des Kaijus (The Kaiju Preservation Society) par John Scalzi
  - Prix Locus du meilleur roman de fantasy : Babel (Babel) par R. F. Kuang
  - Prix Locus du meilleur roman d'horreur : What Moves the Dead par T. Kingfisher
  - Prix Locus du meilleur roman pour jeunes adultes : Dreams Bigger Than Heartbreak par Charlie Jane Anders
  - Prix Locus du meilleur premier roman : La Montagne dans la mer (The Mountain in the Sea) par Ray Nayler
  - Prix Locus du meilleur roman court : Une prière pour les cimes timides (A Prayer for the Crown-Shy) par Becky Chambers
  - Prix Locus de la meilleure nouvelle longue : If You Find Yourself Speaking to God, Address God with the Informal You par John Chu (en)
  - Prix Locus de la meilleure nouvelle courte : Rabbit Test par Samantha Mills
  - Prix Locus du meilleur recueil de nouvelles : Boys, Beasts & Men par Sam J. Miller
- Prix Nebula :
  - Prix Nebula du meilleur roman : Les Portes de Lumière (The Saint of Bright Doors) par Vajra Chandrasekera
  - Prix Nebula du meilleur roman court : Linghun par Ai Jiang (en)
  - Prix Nebula de la meilleure nouvelle longue : The Year Without Sunshine par Naomi Kritzer (en)
  - Prix Nebula de la meilleure nouvelle courte : Tantie Merle and the Farmhand 4200 par R. S. A. Garcia (en)
- Prix Pulitzer[38] :
  - Catégorie « Fiction » :  Barbara Kingsolver pour On m'appelle Demon Copperhead (Demon Copperhead)  et Hernan Diaz (en) pour Trust (Trust) (ex æquo)
  - Catégorie « Biographie et Autobiographie » : Beverly Gage (en) pour G-Man: J. Edgar Hoover and the Making of the American Century (en) et Hua Hsu (en) pour Stay True (en)
  - Catégorie « Essai » :  Robert Samuels (en)
  - Catégorie « Histoire » : Jefferson Cowie pour  English (en)
  - Catégorie « Poésie » : Carl Phillips (en) pour Then the War: and Selected Poems, 2007–2020 (en)
  - Catégorie « Théâtre » : Sanaz Toossi (en) pour Freedom's Dominion: A Saga of White Resistance to Federal Power (en)
- Prix Agatha[39] : 
  - Catégorie « Meilleur roman contemporain » : Tara Laskowski pour The Weekend Retreat
  - Catégorie « Meilleur roman historique » :  Sujata Massey pour The Mistress of Bhatia House
  - Catégorie « Meilleure nouvelle » : Dru Ann Love et Kristopher Zgorski pour Ticket to Ride
  - Catégorie « Meilleure œuvre de non-fiction » : Anjili Babbar pour Finders : Justice, Faith and Identity in Irish Crime Fiction
  - Catégorie « Meilleure œuvre pour enfants et jeunes adultes » : K.B. Jackson pour The Sasquatch of Hawthorne Elementary
  - Catégorie « Meilleur premier roman » : Daphne Silver pour Crime and Parchment

## Finlande
- Prix Atorox : Anssi Vartiainen pour Hyödyttömän tavaran puoti[40]
- Prix Finlandia : Sirpa Kähkönen (fi) pour 36 uuma : Väärässä olemisen historia[41]
- Prix Runeberg : Marja Kyllönen pour Vainajaiset
- Prix Jarl-Hellemann : Anu Partanen, trad. de Naissance d'un pont de Maylis de Kerangal

## France
- Prix Femina : Neige Sinno pour Triste tigre[42]
  - Prix Femina étranger : Louise Erdrich pour La Sentence[43]
  - Prix Femina essai : Hugo Micheron pour La Colère et l'oubli
  - Prix Femina des lycéens : Éric Chacour pour Ce que je sais de toi[44]
  - Prix spécial :
- Prix Goncourt : Jean-Baptiste Andrea pour Veiller sur elle[45]
  - Prix Goncourt du premier roman : Pauline Peyrade pour L'âge de détruire[46]
  - Prix Goncourt des lycéens : Neige Sinno pour Triste tigre[47]
  - Prix Goncourt de la nouvelle : David Thomas pour Partout les autres[48]
  - Prix Goncourt de la poésie : Laura Vazquez pour Le livre du large et du long[49]
  - Prix Goncourt de la biographie : Claude Burgelin pour Georges Perec[50]
  - Prix Goncourt des détenus : Mokhtar Amoudi pour Les conditions idéales[51]
  - Liste Goncourt : le choix polonais : Antoine Sénanque pour Croix de cendre[52]
- Prix Médicis : Kevin Lambert pour Que notre joie demeure[53]
  - Prix Médicis étranger : Lidia Jorge pour Misericórdia et Han Kang pour Impossibles adieux.
  - Prix Médicis essai : Laure Murat pour Proust, roman familial
- Prix Renaudot : Ann Scott pour Les Insolents[54]
  - Prix Renaudot essai : Jean-Luc Barré pour De Gaulle, une vie. L'homme de personne (1890-1944)
  - Prix Renaudot du livre de poche : Manuel Carcassonne pour Le Retournement
  - Prix Renaudot des lycéens : Lilia Hassaine pour Panorama
- Grand prix du roman de l'Académie française : Dominique Barbéris pour Une façon d'aimer[55]
- Prix littéraire de la vocation : Alice Renard pour La Colère et l'Envie[56]
- Prix Interallié : Gaspard Koenig pour Humus[57]
- Prix Méduse : Alice Renard pour La Colère et l'Envie [58]
- Prix Jean-Freustié : Maud Simonnot pour L’heure des oiseaux[59]
- Prix Joseph-Kessel : Sibylle Grimbert pour Le Dernier des siens[60]
- Prix du Livre Inter : Mathieu Belezi pour Attaquer la terre et le soleil[61]
- Prix Stanislas du premier roman : Julie Héraclès, pour Vous ne connaissez rien de moi
- Prix Première Plume : Ce que je sais de toi, d'Éric Chacour (Philippe Rey)
- Prix du premier roman français : Charles Salles pour Alain Pacadis, Face B
- Prix du premier roman étranger : Tom Crewe pour La vie nouvelle
- Prix de l'Académie française Maurice-Genevoix : Sibylle Grimbert pour Le dernier des siens
- Prix Maurice-Genevoix : Sibylle Grimbert pour Le dernier des siens
- Prix François-Mauriac de l'Académie française : Stéphanie Boulay pour À l’abri des hommes et des choses
- Prix François-Mauriac de la région Aquitaine : Claire Baglin pour En salle
- Prix Françoise-Sagan : Kinga Wyrzykowska [62] pour Patte blanche (Le Seuil)
- Grand prix de la francophonie : Thomas Pavel
- Prix Alexandre-Vialatte : Laurine Roux pour Sur l'épaule des géants
- Prix André-Malraux, catégorie roman engagé :
- Prix André-Malraux, catégorie essai sur l'art :
- Prix Décembre : Quand tu écouteras cette chanson de Lola Lafon
- Prix des Deux Magots : Guy Boley pour À ma sœur et unique[63]
- Prix de Flore : Maria Pourchet pour Western[64]
- Prix Fragonard de littérature étrangère :  Yōko Tawada, pour En Éclaireur (Éditions Verdier)
- Prix de la Closerie des Lilas : Yasmine Ghata pour Le Testament du Prophète[65]
- Prix Fénéon : Elisa Shua Dusapin pour Le vieil incendie
- Prix France Culture-Télérama (Prix du roman des étudiants France Culture-Télérama) : Salma El Moumni pour Adieu Tanger[66]
- Prix littéraire des étudiants de Sciences-Po :
- Prix littéraire ENS Paris-Saclay : François-Xavier Ménage pour Les Têtes baissées[67]
- Prix Landerneau des lecteurs : Thomas B. Reverdy pour Le Grand Secours
- Prix de la BnF : Pascal Quignard
- Prix Boccace : Gilles Verdet pour Les passagers[68]
- Prix Jean-Monnet de littérature européenne du département de la Charente : Amélie Nothomb pour Le Livre des sœurs
- Grand prix Jean-Giono : Gaspard Koenig pour Humus[69]
- Prix du Quai des Orfèvres : Jean-François Pasques, pour Fils de personne[70]
- Prix des libraires : Gilles Marchand pour Le Soldat désaccordé
- Prix du roman Fnac : Jean-Baptiste Andrea pour Veiller sur elle
- Prix Eugène-Dabit du roman populiste : Gilles Marchand pour Le Soldat désaccordé
- Grand prix RTL-Lire : Gaëlle Nohant pour Le Bureau d'éclaircissement des destins[71]
- Prix France Télévisions : 
  - Catégorie roman : Maria Larrea pour Les gens de Bilbao naissent où ils veulent
  - Catégorie essai :  Minh Tran Huy pour Un enfant sans histoire
- Prix littéraire du Monde : Neige Sinno pour Triste tigre[72]
- Grand prix des lectrices de Elle : 
  - Grand Prix du roman : Blandine Rinkel pour Vers la violence
  - Grand Prix du polar : Camilla Grebe (Suède) pour L'énigme de la Stuga
  - Grand Prix du document : Lola Lafon pour Quand tu écouteras cette chanson
- Grand Prix Roman de l'été Femme Actuelle[73] :
  - Roman de l'été : Dominique Delplace pour Hauteclaire
  - Polar de l'été : Cécile Maufrey pour À l'ombre de ton ombre
  - Prix du Jury : Isabelle Aeschlimann pour Les secrets de nos cœurs silencieux
  - Prix des lectrices : Alexandra Roch pour À travers ton sourire le silence résonne
- Grand prix de l'Imaginaire :
  - Grand prix de l'Imaginaire « Roman francophone » : Marguerite Imbert pour Les Flibustiers de la mer chimique
  - Grand prix de l'Imaginaire « Roman étranger» : Ada Palmer pour Terra Ignota
  - Grand prix de l'Imaginaire « Nouvelle francophone » : Claire Duvivier pour Histoire de la ville d'Aurée
  - Grand prix de l'Imaginaire « Nouvelle étrangère » : Ariadna Castellarnau pour L'Obscurité est un lieu 
  - Grand prix de l'Imaginaire « Roman jeunesse francophone » : Damien Galisson pour La Dragonne et le Drôle
  - Grand prix de l'Imaginaire « Roman jeunesse étranger » : Kelly Barnhill pour L'Ogresse et les Orphelins
- Grand Prix de Poésie de la SGDL : Jean-Michel Espitallier pour Tueurs
- Prix Rosny aîné : 
  - Catégorie « roman » : Laurent Genefort pour Les Temps ultramodernes
  - Catégorie « nouvelle » : Audrey Pleynet pour Encore cinq ans
- Prix Russophonie :
- Prix Wepler : Elisa Shua Dusapin, Le vieil incendie[74]
- Feuille d'or de la ville de Nancy - Prix des médias :
- Prix Octave-Mirbeau :
- Grand prix de la ville d'Angoulême : Riad Sattouf
- Fauve d'or : prix du meilleur album : Martin Panchaud pour La Couleur des choses
- Prix littéraire des Grandes Écoles :
- Prix mondial Cino-Del-Duca : Dương Thu Hương
- Prix littéraire de la Ville de Caen : Rémi David pour Mourir avant que d'apparaître[75]
- Prix Amerigo-Vespucci : Feurat Alani pour Je me souviens de Falloujah
- Prix Amerigo-Vespucci Jeunesse : Ingrid Thobois et Pascale Breysse (d)  pour Histoire de se laver
- Prix Amerigo-Vespucci de la BD géographique : Rosalie Stroesser, Shiki – 4 saisons au Japon
- Prix Marguerite-Yourcenar : Patrick Chamoiseau pour l'ensemble de son œuvre
- Prix Heredia : Marie Étienne pour Sommeil de l’ange
- Prix Terre de France : Cédric Sapin-Defour pour Son odeur après la pluie
- Prix Terre de France - Ouest-France : Clara Arnaud pour Et vous passerez comme des vents fous

## Islande
- Prix de littérature islandaise [76] :
  - Catégorie « fiction » : Steinunn Sigurðardóttir pour  Ból
  - Catégorie « publications spécialisées » : Haraldur Sigurðsson pour Samfélag eftir máli
  - Catégorie « littérature jeunesse » : Gunnar Helgason pour Bannað að drepa

## Italie
- Prix Strega : Ada D'Adamo (it), Come d'aria (Elliot) 
  - Prix Strega européen :  Emmanuel Carrère  France : V13 (Adelphi), traduit par Francesco Bergamasco
- Prix Bagutta : Marco Missiroli, Avere tutto (Einaudi)
  - Prix Bagutta de la première œuvre : Andrea De Spirt, Ogni creatura è un'isola (Il Saggiatore)
- Prix Bancarella : Francesca Giannone, La portalettere (Nord)
- Prix Brancati [77]:
  - Fiction : Silvia Ballestra pour La Sibilla. Vita di Joyce Lussu
  - Poésie :
  - Jeunes :
- Prix Campiello : Benedetta Tobagi (it) pour La Resistenza delle donne (Einaudi) •  (ISBN 978-8-80625-366-0)
Finalistes : Silvia Ballestra, La sibilla. Vita di Joyce Lussu (Laterza) - Marta Cai, Centomilioni (Einaudi) - Tommaso Pincio, Diario di un'estate marziana (Perrone) - Filippo Tuena, In cerca di Pan (Nottetempo)
  - Prix Campiello de la première œuvre : Emiliano Morreale, L'ultima innocenza (Sellerio)
  - Prix de la Fondation Il Campiello : Edith Bruck
  - Prix Campiello Giovani : Elisabetta Fontana pour La Spartenza
  - Prix Campiello Junior: 7-10 ans : Nicola Cinquetti pour L'incredibile notte di Billy Bologna (Lapis) | 11-14 ans : Davide Rigiani pour Il Tullio e l'eolao più incredibile di tutto il Canton Ticino (Éditions minimum fax)
  - Mention spéciale : Ada D'Adamo (it), Come d'Aria (Elliot)
- Prix Malaparte : Benjamin Labatut[78].
- Prix Napoli[79] :
  - Catégorie « fiction » : Silvia Ballestra pour La Sibilla, Vita di Joyce Lussu
  - Catégorie« poésie » : Domenico Brancale pour Dovunque Acqua Sia Voce, acquerelli di Miquel Barcelò
  - Catégorie « essai » : Egidio Ivetic pour Il Grande Racconto Del Mediterraneo, il Mulino
- Prix Stresa[80] : Matteo B. Bianchi (it) pour La vita di chi resta
- Prix Viareggio :
  - Roman : Niccolò Ammaniti, La vita intima (Einaudi)
  - Essai : Francesco Piccolo, La bella confusione (Einaudi)
  - Poésie : Vivian Lamarque (it), L'amore da vecchia (Mondadori)
  - Première œuvre : Pietro Santetti, Uomini di cavalli (Mondadori)
  - Prix spéciaux : Gian Arturo Ferrari (it) (Prix international), Nona Mikhelidze (Prix journalisme), Stefano Massini (Prix de la ville de Viareggio), Giampaolo Simi (Prix Tobino)
- Prix Scerbanenco : Bruno Morchio (it) pour La fine è ignota[81]
- Prix Raymond-Chandler : Daniel Pennac pour l'ensemble de son œuvre[82]
- Prix Pozzale Luigi Russo : Silvia Ballestra pour La Sibilla, Vita di Joyce Lussu, Igiaba Scego pour Cassandra a Mogadiscio, Maria Grazia Calandrone (it) pour Dove non mi hai mai portata[83]

## Japon
- Prix Akutagawa : Saō Ichikawa pour Hunchback (ハンチバック)  et Rie Kudan pour Tokyo-to Dojo-to (東京都同情塔)

## Liban
- Prix France-Liban : Oliver Rohe pour Chant Balnéaire[84]

## Luxembourg
- Prix Servais : Jérôme Quiqueret pour Tout devait disparaître[85]

## Mali
- Prix Ahmed-Baba :  Mohamed Abdallah pour Le Vent a dit son nom

## Monaco
- Prix Prince-Pierre-de-Monaco : Jean-Noël Pancrazi

## Pologne
- Prix Kościelski : Urszula Honek (pl) pour Białe noce[86]
- Prix Jan-Długosz : Konstanty Gebert (en) pour Ostateczne rozwiązania. Ludobójcy i ich dzieło[87]

## Royaume-Uni
- Prix Booker : Paul Lynch pour Prophet Song (Le Chant du prophète)
- Women's Prize for Fiction : Barbara Kingsolver pour Demon Copperhead (On m'appelle Demon Copperhead)

## Russie
- Prix Bolchaïa Kniga : Evgueni Vodolazkine, pour le roman Tchaguine (Чагин)[88]

## Suède
- Prix August[89] :
  - Prix « fiction » : Andrev Walden (sv) pour Jävla karlar
  - Prix « non-fiction » : Per Svensson pour Zorn
  - Prix « littérature jeunesse » : Oskar Kroon (sv) et Hanna Klinthage pour Vitsippor och pissråttor
- Grand prix des Neuf : Barbro Lindgren[90]

## Suisse
- Prix Jan-Michalski de littérature : Karina Sainz Borgo  pour Le Tiers Pays[91]
- Prix Michel-Dentan : Corinne Desarzens pour Un Noël avec Winston[92]
- Prix du roman des Romands :  Eugène pour Lettre à mon dictateur[93]
- Prix Schiller[94] : 
  - Prix Terra nova : Fanny Desarzens pour Galel
- Prix Ahmadou-Kourouma : Beata Umubyeyi Mairesse pour Consolée[95]
- Prix suisse de littérature : Leta Semadeni pour l’ensemble de son œuvre[96]
- Prix suisse du livre : Christian Haller pour Sich lichtende Nebel[97]
- Lettres frontière Suisse Romande : Noël Nétonon Ndjékéry pour Il n’y a pas d’arc-en-ciel au paradis[98]